# Op art
Op art (af engelsk: optical art, optisk kunst) er abstrakt kunst, der udnytter, at menneskets syn let bedrages af optiske fænomener. Ved at arbejde med sorte og hvide flader eller kontrastfarver får kunstneren kunstværket til at se ud, som om det vibrerer eller flimrer. 

## Op art-kunstnere
- Victor Vasarely
- Bridget Riley